# 小馬提尼克島
小馬提尼克島（Petite Martinique）是格林納達的島嶼，位於卡里亞庫島以北4公里，屬於格林納丁斯群島，面積2.4平方公里，最高點海拔高度230米，人口約900人。

## 外部連結
- petitemartinique.com （页面存档备份，存于）